# Landespolizei

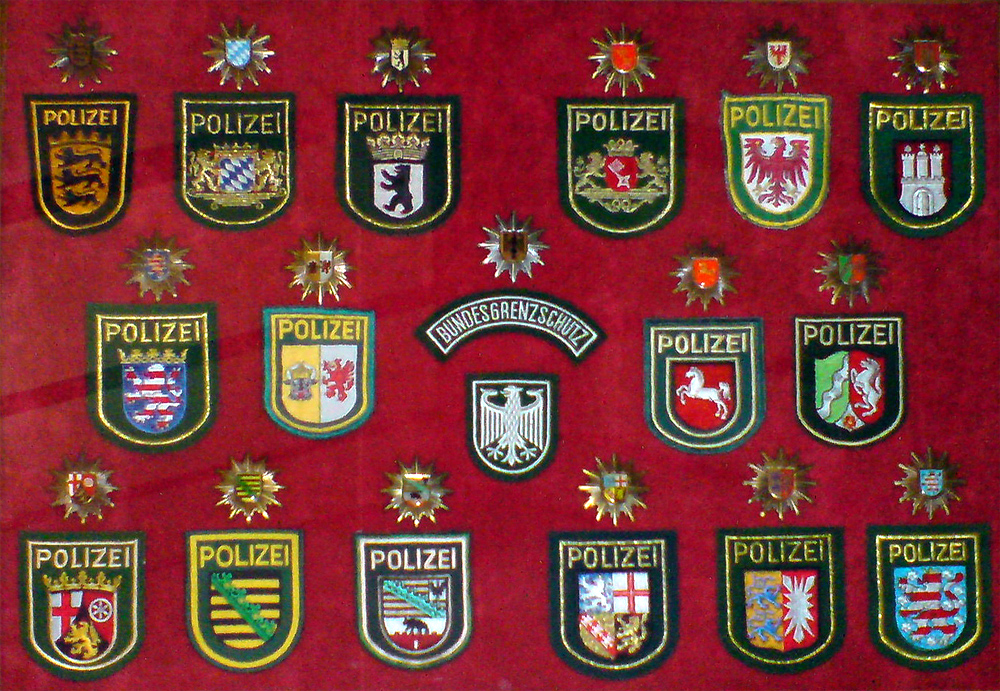
Insígnias das Landespolizei

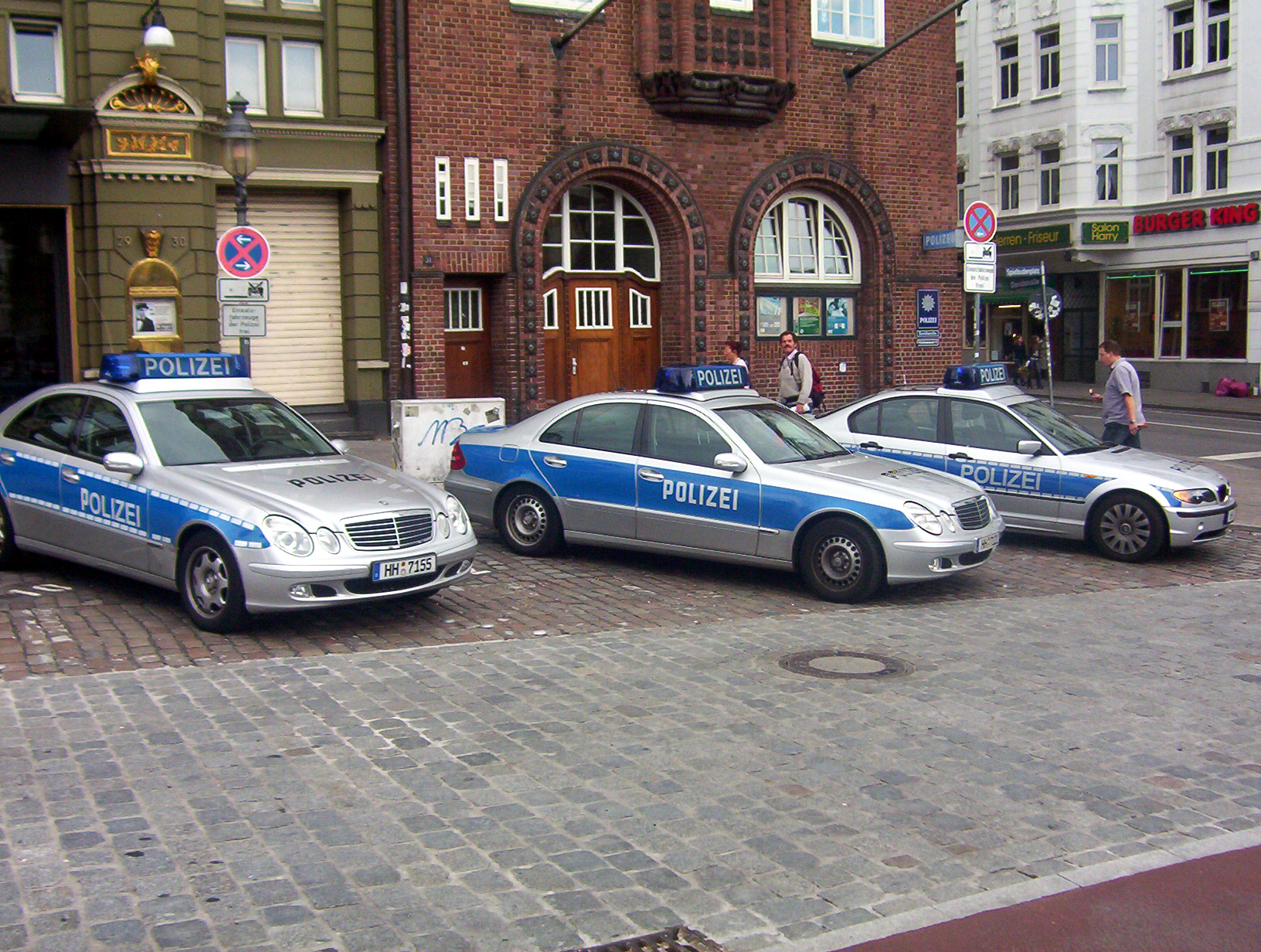
Viaturas policiais de Hamburgo.

A Landespolizei é a polícia estadual da Alemanha, com estatuto funcional civil, são dezesseis corporações responsáveis pelo policiamento ostensivo e polícia judiciária dos 16 estados do país:     Baden-Württemberg, Baviera, Berlim, Brandeburgo, Bremen, Hamburgo,       Hessen, Mecklemburgo-Pomerânia Ocidental, Baixa-Saxônia, Renânia do Norte-Vestfália, Renânia-Palatinado, Sarre, Saxônia, Saxônia-Anhalt, Schleswig-Holstein e Turíngia.
Cada uma delas é subordinada ao respectivo governo estadual.
Os estados federados alemães, sendo responsáveis pela administração da segurança pública nos  seus próprios territórios, possuem a maior parte dos efetivos policiais do país.
Cada um possui a sua própria força policial (Landespolizei), dotada de legislação específica que disciplina organização e atribuições. Na década de 1960 surgiu a ideia de criar um código de polícia único para todo o país, que não prosperou.
Existem algumas diferenças entre as polícias estaduais no tocante às estruturas orgânicas, mas os uniformes dos policiais e a caracterização dos veículos têm seguido um único padrão.  Atualmente as antigas cores bege e verde estão sendo substituídas pelo azul e prata, cor em uso em toda a União Europeia .

## Organização e serviços
Para a execução dos seus serviços as polícias estaduais estão divididas em departamentos ou áreas de atuação:
- Divisão de Polícia Criminal  (Landeskriminalamt), responsável pela investigação policial das infrações penais;
- Divisão de polícia estadual para prevenção e repressão de pequenos delitos e polícia de trânsito;
- Polícia de choque ou corpo de intervenção para emprego em movimentos de massa e, apoio em grandes eventos e desastres naturais;
- Polícia fluvial, para patrulhamento dos rios e prevenção de eventos danosos que neles possam ocorrer;
- Divisão aérea, para emprego em serviços de apoio aéreo, como a supervisão do trânsito;
- Serviços de operações especiais, tipo SWAT (Special Weapons and Tactics Units), formado por policiais preparados para emprego em situações de alto risco. São eles o Sondereinsatzkommandos e o Mobile Einsatzkommandos.